# No Children
No Children es una banda española de punk rock compuesta por cuatro miembros: Marcos Escoriza (voz principal, guitarra), Dimas Frias (guitarra, coros), Edy Pons (bajo, coros) y Daniel Iraola (batería).

## Nacimiento
La banda vio la luz en Mallorca a principios de 1999 y debutaron al siguiente año con un Maxi-CD de edición propia llamado Katherine J. Cocks, que incluyó 5 pistas y que supuso el inicio de la reputación de la que gozan hoy en día en el panorama del hardcore melódico del país.

## El primer álbum
Ganar el concurso Art Jove Islas Baleares en 2002 supuso para No Children la oportunidad para grabar su primer trabajo de estudio completo: Never Look Back, grabado en la Electric Chair Music y producido por Pablo Ochando y Marc Bronsard. Salió a la venta en marzo de 2003 bajo el sello mallorquín Blau/Discmedi y ese mismo año la banda balear emprendió un tour por toda Europa, que fue secundado por otro por los Estados Unidos al siguiente año.

## Reality
Justo al finalizar la gira por los Estados Unidos, la banda hizo un cambio en su composición, dando entrada a un nuevo guitarrista, Dimas, que abrió un nuevo período en la banda, donde sigue tocando dos años después. Así que, con la banda renovada, en 2004 grabaron su segundo álbum: Reality, en los mismos estudios de  Electric Chair Music y editado también por Blau/Discmedi a inicios del año 2005. El disco está compuesto por 12 pistas.

## Proyectos
En el año 2007, la banda dejó de lado las actuaciones en vivo para, según ellos mismos, poder dedicarse al que será su tercer disco de estudio, que llevará el título de: What's Left of Good Memories, álbum que aún no tiene fecha de salida pero del que podemos encontrar un videoclip del tema "intenta una vez más" en su MySpace. El nuevo disco tendrá más temas en castellano y será un paso adelante hacia el rock en su evolución musical.
Actualmente No Children han estado compartiendo escenario con grupos de la talla de No Fun At All y The Offspring, calentando así motores para presentar su nuevo disco, que a día de hoy se encuentra terminado.